# Mesg
mesgは、Unix系オペレーティングシステムのコマンドの一つで、使用者が現在使用中の端末に対し他の利用者がtalkやwriteなどによるメッセージの書き込みの許可を設定するコマンドである。

## 使用法
以下のように使用する。
```
mesg
 
[
y
|
n
]

```

引数を'y'とすると現在使用中の端末への他の利用者のメッセージの書き込みを許可し、'n'とすると禁止する。引数を何もつけないと、現在の許可・禁止の設定を表示する。
次のように、リダイレクトにより他のTTYに対してコマンドを実行することができる。
```
% 
mesg

is y

% 
tty

/dev/tty1

% 
mesg
 
<
 
/dev/tty2

is y

% 
mesg
 
n
 
<
 
/dev/tty2

% 
mesg
 
<
 
/dev/tty2

is n

% 
mesg

is y

```

## 参考
- mesg – The Open Group基本仕様書第7号2018年版「シェル及びユーティリティ」